# Young Chop
Tyree Lamar Pittman (n. 14 noiembrie 1993), mai cunoscut sub numele său de scenă Young Chop, este un producător de discuri, rapper și compozitor american. În 2012, a câștigat o recunoaștere pe scară largă în cadrul comunității hip hop americane pentru producerea hit-urilor lui Chief Keef „I Don't Like”, „Love Sosa” și „3Hunna”. El și-a lansat primul său album de studio Precious în 2013, și-a înființat propria sa casa de discuri, Chop Squad Records, și a lansat albumul Still în anul următor. Young Chop, împreună cu Chief Keef, tarziul Fredo Santana și alții, aparțin colectivului din Chicago numit 3hunna, făcând muzică drill în care cânta rap în general despre traficul de droguri, arme și stilul lor de viață.

## Biografie
Pittman a crescut în partea de sud a orașului Chicago, Illinois. Pittman a început să facă valuri la vârsta de 11 ani, cu ajutorul vărului său, l-a întâlnit pe Chief Keef pe Facebook și a continuat să producă multe dintre melodiile sale. Pittman face parte dintr-o echipă de producție colectivă numită BandKamp, care include și producătorul și CEO BandKamp, Paris Beuller și stagiarul WaldooBeatz, Back From The Dead al Chief Keef a fost oficial primul mixtape pe care l-a produs. Pitman și-a lansat recent propria sa casa de discuri independenta, numit Chop Squad. El a lansat, de asemenea, un site web numit SoundKitWiz.com, un site web online de producție de muzică cu amănuntul, unde producătorii și inginerii pot achiziționa produse legate de ingineria audio și producția de muzică. Eticheta sa de producător este „Young Chop On the Beat”, spusa de nepotul său de 4 ani.

### Controverse
În aprilie 2020, Pittman a încărcat un videoclip pe Instagram despre el trăgând focuri în afara casei sale după ce oamenii din exterior îi strigau numele. Pe 5 aprilie 2020, Pittman a transmis în flux pe Instagram Live în timp ce căuta rapperul din Atlanta 21 Savage.Pittman îl chemase deja pe 21 Savage în public cu câteva zile înainte de incident. După ce s-a întors la mașina Uber care îl transporta, Pittman a susținut că vehiculul a fost împușcat, arătând ca dovadă imagini de sticlă spartă.
Pe 16 aprilie 2020, Pittman a fost arestat în comitatul Gwinnett, Georgia pentru încălcarea probațiunii sale. De asemenea, el a fost acuzat de cruzime agravată față de animale, după ce și-ar fi omorât câinele în februarie 2020.

## Discografie

### Albume de studio
- Precious (2013)
- Still (2014)
- Fat Gang or No Gang (2015)
- Finally Rich Too (2015)
- King Chop (2016)
- Coppotelli (2016)
- King Chop 2 (2018)
- Don't Sleep (2019)
- Comfortable (2019)
- Young Godfather (2020)
- Intro x Young Godfather (2020)